# No pongas ese disco
No pongas ese disco es el nombre del álbum de estudio debut grabado por la orquesta peruana Grupo 5, publicado en el año 1980 por la compañía discográfica Infopesa.
El álbum incluye el tema homónimo "No pongas ese disco" de Javier Santos, primer éxito de la agrupación, en la voz principal de Wilfredo Mendoza Castillo.

## Carátula y título
En la carátula se puede observar al Grupo 5 con la primera formación oficial de la época, en los estudios de grabación de Infopesa. El título del álbum hace alusión al tema homónimo, el cual fue la gran apuesta de la agrupación.

## Lista de canciones
Todas las canciones fueron interpretadas por Wilfredo Mendoza Castillo.

| Lado 1 |                                  |                           |        |          |  |
| N.º    | Título                           | Letras                    | Género | Duración |  |
| 1.     | «No pongas ese disco»            | Javier Santos             | Balada | 3:27     |  |
| 2.     | «Equivocado corazón»             | Wilfredo Mendoza Castillo | Balada | 3:43     |  |
| 3.     | «Recuerdos de un amor»           | Wilfredo Mendoza Castillo | Beat   | 3:58     |  |
| 4.     | «Eres todo en mi vida»           | Victor Yaipén Uypan       | Balada | 3:25     |  |
| 5.     | «Porque yo te quiero»            | Wilfredo Mendoza Castillo | Balada | 3:09     |  |
| 6.     | «Con una lágrima en la garganta» | Roberto Livi              | Balada | 3:22     |  |
| 21:40  |                                  |                           |        |          |  |

| Lado 2 |                              |                           |        |          |  |
| N.º    | Título                       | Letras                    | Género | Duración |  |
| 1.     | «Desesperado frenesí»        | Wilfredo Mendoza Castillo | Balada | 4:50     |  |
| 2.     | «He venido a pedirte perdón» | Alberto Aguilera Valadez  | Balada | 4:26     |  |
| 3.     | «No sé por qué»              | Wilfredo Mendoza Castillo | Beat   | 2:58     |  |
| 4.     | «Pensando en ti»             | Wilfredo Mendoza Castillo | Balada | 4:19     |  |
| 5.     | «Se rompió la cadena»        | Lino Bonilla              | Balada | 3:33     |  |
| 6.     | «Qué pecado fue quererte»    | Wilfredo Mendoza Castillo | Balada | 3:55     |  |
| 24:10  |                              |                           |        |          |  |

## Créditos

### Músicos
- Bajo: Lázaro Puicón Alvino
- Batería: Walter Yaipén Uypan
- Cantante: Wilfredo Mendoza Castillo[4]
- Coros: Victor Yaipén Uypan
- Guitarra 1: Victor Yaipén Uypan
- Guitarra 2: Jorge Uypan Caro
- Piano: Javier Yaipén Uypan
- Sintetizador: Javier Yaipén Uypan

### Producción
- Arreglos: Victor Yaipén Uypan, Max Ucañay Millones
- Dirección musical: Victor Yaipén Uypan, Elmer Yaipén Uypan
- Productor musical: Alberto Maraví